# Кривое (озеро, Мирный сельский округ)
Кривое (каз. Кривое) — солёное озеро в Жамбылском районе Северо-Казахстанской области Казахстана. Находится на территории Мирного сельского округа в 8 км к северо-востоку от села Рождественка и в 2,5 км к югу от села Мирное.
По данным топографической съёмки 1940-х годов, площадь поверхности озера составляет 1,87 км². Наибольшая длина озера — 2,4 км, наибольшая ширина — 1,6 км. Длина береговой линии составляет 8,2 км, развитие береговой линии — 1,68. Озеро расположено на высоте 141,4 м над уровнем моря.